# 오멘 4
《오멘 4》(Omen IV: The Awakening)는 미국에서 제작된 도미니크 오더닌-지라드 감독의 1991년 공포 영화이다. 페이 그란트 등이 주연으로 출연하였고 하비 번하드 등이 제작에 참여하였다.

## 출연

### 주연
- 페이 그란트
- 마이클 우즈
- 마이클 러너
- 매디슨 메이슨
- 앤 헌

### 조연
- 짐 번즈
- 돈 에스 데이비스
- 아시아 비에이라

## 기타
- 공동제작: 로버트 J. 앤더슨
- 미술: 리처드 윌콕스
- 의상: 수잔 드 라밸
- 배역: 멜리사 스코프

## 반응
이 영화는 비평가들로부터 과도하게 부정적인 평가를 받았다.
리뷰 애그리게이터 웹사이트 로튼 토마토에서 이 영화는 10점 만점 중 평균 점수 2점과 더불어 5개 리뷰 기반에서 20%의 점수를 받았다.